# HD 10307
HD 10307 (HR 483) — двойная звезда, которая находится в созвездии Андромеда на расстоянии около 41 светового года от нас.

## Характеристики
Система HD 10307 состоит из двух звёзд, вращающихся вокруг общего центра масс на среднем расстоянии 7,33 а.е. друг от друга. Их орбита сильно вытянута, максимально близкое расстояние, на которое приближаются звёзды друг к другу, равно 4,2 а.е., а удаляются до 10,5 а.е. Полный оборот они совершают за 19,5 лет. 6 июня 2003 года к системе был послан радиосигнал с сообщением к возможным разумным цивилизациям («Cosmic Call 2»). В сентябре 2044 года он достигнет места назначения.

### HD 10307 А
Главный компонент принадлежит к классу жёлто-оранжевых карликов главной последовательности. Чуть больше по размерам и ярче, чем Солнце, эта звезда имеет массу 97 ± 23 % солнечной. Её возраст оценивается в 5,9 миллиардов лет.

### HD 10307 В
Второй компонент системы был открыт в 1976 году британским и американским астрономами. Звезда имеет около 29 % массы 0,13 % светимости Солнца .

## Ближайшее окружение звезды
Следующие звёздные системы находятся на расстоянии в пределах 20 световых лет от HD 10307:
| Звезда         | Спектральный класс | Расстояние, св. лет |
| υ Андромеды    | F8 V/M4.5 V        | 3,0                 |
| BD+47 612      | M1,5 V             | 6,6                 |
| G 173-39       | M5 V               | 8                   |
| δ Треугольника | G0.5 Ve/K4 V       | 9,3                 |
| θ Персея       | F7 V/M1 V          | 9,7                 |
| LP 245-10      | M5 V               | 9,8                 |
| ι Персея       | G0 V/?             | 13                  |
| 54 Рыб         | K0+ V              | 18                  |
| 85 Пегаса      | G5 Vb/K7 V/?       | 18                  |
| μ Кассиопеи    | G5 VIp/M V-VI      | 18                  |
| BD+37 783      | G5 V               | 19                  |